# أمين أحسن إصلاحي
أمين أحسن الإصلاحي (1904- 1997 م) عالم وباحث مسلم هندي، مشهور بتفسيره للقرآن باللغة الأردية، وهو مؤلف كتاب «تدبر القرآن»، تأثر بمنهج شيخه عبد الحميد الفراهي في دراسة الوحدة الموضوعية في القرآن؛ أي اتصال آيات القرآن بعضِها ببعض، وتكوينها هيكلًا متماسكًا له موضوعه المركزي الخاصُّ به.

## نشأته وعمله
ولد السيد أمين أحسن الإصلاحي ابن الحافظ غلام مرتضى بن وزير علي عام 1904م، بقرية بمهور من ضواحي أعظم كره في إقليم يو بي بولاية أتر برديش بالهند البريطانية. حين بلغ العاشرة من عمره عام 1914 التحقَ بمدرسة الإصلاح في سراي مير قرب أعظم كره وأتمَّ دراسته فيها عام 1922، وإليها نسبته (الإصلاحي). ولزم فيها مديرها الشيخ عبد الحميد الفَرَاهي، وتأثر به وبمنهجه في تفسير القرآن وتدبُّر آياته. وتأثر أيضًا بأستاذه الشيخ عبد الرحمن النكرامي.
ثم تولى الإصلاحي التدريسَ في مدرسة الإصلاح عام 1925م، درَّس فيها الأدب العربي والتفسير والفلسفة والتاريخ. ومع اشتغاله بالتدريس استمرَّ في تلقي العلم على يد شيخه الفَراهي ولا سيَّما علم التفسير إلى وفاة الفَراهي عام 1930م.
وبعد وفاة شيخه قصد إلى العلامة الشيخ عبد الرحمن بن عبد الرحيم المباركفوري، فقرأ عليه (نخبة الفكر في مصطلح أهل الأثر) لابن حجر العسقلاني، و(جامع) الترمذي.
وأسَّس الإصلاحي مَجمعًا علميًّا باسم (الدائرة الحميدية) في مدرسة الإصلاح، وعُني بكتب الفَراهي المخطوطة وترجمة الكتب العربية منها إلى الأُردية. وأصدر مجلة شهرية باسم (مجلة الإصلاح) نسبة إلى المدرسة، وظلَّ يصدرها إلى عام 1939م. وكان مع تبحُّره في العلم خطيبًا مفوَّهًا وكاتبًا أديبًا.
وبعد أن فرَغَ الشيخ الإصلاحي من تفسيره للقرآن الكريم أسس (مجمع تدبر قرآن وحديث) في المحرَّم عام 1400هـ/ 1980م، وانتُخب رئيسًا للمجمع، ولم يزل رئيسًا له إلى وفاته.

## في الصحافة والترجمة
بعد تخرُّج في المدرسة عام 1922م دعاه الشيخ محمد مجيد حسن للعمل في جريدة (مدينة) التي كانت تُطبع في مدينة (بجنور) في إقليم يو بي، وكان لهذه الجريدة إسهام كبير في الحياة السياسية والأدبية لمسلمي الهند، فعُيِّن نائبًا لمدير الجريدة، وكان ابنَ 18 سنة، واستمرَّ في عمله سنتين ونصف. وكان للشيخ محمد مجيد حسن مجلة أسبوعية للأطفال أيضًا باسم (غنجة) فعُيِّن الإصلاحي مديرًا لها. وكذلك عمل في الجريدة الأسبوعية (سج) ومعناها (الصدق) بإشراف الشيخ عبد الماجد الدريابادي، وفي جريدة (الناظر) التي كان يُصدرها ظفر الملك علوي والدريابادي.
وفي هذه المرحلة ترجم الشيخ الإصلاحي بعض الكتب العربية إلى الأُرْدية منها:
- هندوستاني جاسوس: الذي يتناول قصَّة الجاسوس الهندي الذي مضى إلى تركيا ليقتلَ مصطفى كمال، وقد نشرت الكتاب مكتبةُ جريدة مدينة بجنور.
- تاريخ الإسلام: للشيخ المؤرِّخ محيي الدين الخيَّاط، في 3 مجلدات، نشرته الجريدة المذكورة.[5]

## مشاركته السياسية
في عام 1941م أسَّس أبو الأعلى المودودي (الجماعة الإسلامية) الرابطة الإسلامية الباكستانية، وفي عام 1944م غادر أمين أحسن الإصلاحي مدرسة الإصلاح في الهند إلى بنجاب في باكستان للعمل مع أبي الأعلى، وصار عضوًا في الرابطة، ومع أنه لم يشارك في حفلة تأسيسها، نشر الشيخُ منظور أحمد النعماني اسمَه في قائمة مؤسسي الجماعة. وصار نائبًا عن المودودي في حال غيابه.
وبعد قيام دولة باكستان في عام 1947م انتقل الإصلاحي مع أعضاء الجماعة الإسلامية إلى لاهور، وبدأ العمل بمشروع علمي وألف كتابه الرياسة الإسلامية. وفي عام 1951م عُقدت أول انتخابات برلمانية، وشاركت الجماعة الإسلامية في هذه الانتخابات، وكان الإصلاحي أحدَ أعضائها الذين رشَّحوا أنفسهم، ولكن لم ينجح أحدٌ منهم.
وفي عام 1953م بدأت حركةُ ختم النبوة المناوئة للقاديانية، وسُجن أمين أحسن لدعمه لهذه الحركة مدَّة سنة ونصف. وفي السجن بدأ في تفسير القرآن وتصنيف كتاب تدبر القرآن، وبعد خروجه من السجن استقال من الجماعة، وتفرَّغ منذ عام 1958 للعلم والكتابة والتأليف.

## أعماله
كتب عددًا من المقالات وألَّف عددًا من الكتب، باللغة الأردية، وبعضها تُرجم إلى اللغة العربية منها:
1. «تدبر القرآن»[7] في 9 مجلدات كبيرة.
2. تزكية النفس.
3. حقيقة الشرك.
4. حقيقة التوحيد.
5. حقيقة الرسالة.
6. حقيقة المعاد.

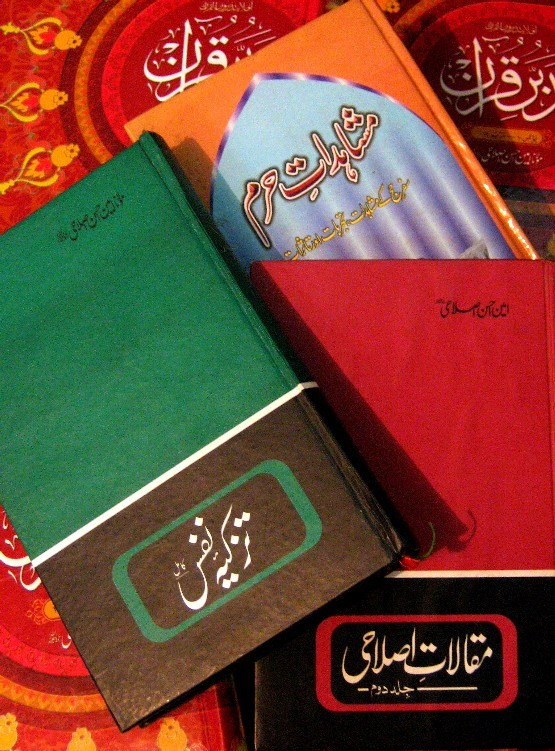
بعض أعمال أمين أحسن إصلاحي باللغة الأردية.

7. الرسالة الإسلامية وطريقة الوعظ بها.
8. تدوين القانون الإسلامي.
9. الرياسة الإسلامية.
10. مكانة المرأة في المجتمع الإسلامي.
11. حقيقة الصلاة.
12. حقيقة التقوى.
13. حل الاختلافات القانونية في الرياسة الإسلامية.
14. مبادئ تدبر القرآن.
15. مبادئ تدبر الحديث.
16. تنقيدات: مجموعة من المقالات النقدية.
17. توضيحات.
18. مقالات إصلاحي.
19. أحكام الحجاب في القرآن الكريم.
20. فهم الدين.
21. المسائل الفلسفية في ضوء القرآن.
22. تدبر الحديث.[8]

وأعدَّ الباحث الحافظ افتخار أحمد رسالة دكتوراه عنه بعنوان: الشيخ أمين أحسن الإصلاحي ومنهجه في تفسيره تدبر القرآن.

## وفاته
توفي أمين أحسن الإصلاحي في لاهور، صباح يوم الاثنين 15 شعبان 1418هـ الموافق 15 ديسمبر 1997م.